# 吉亚-德伊索拉
吉亚-德伊索拉（西班牙語：Guía de Isora），是西班牙加那利群岛圣克鲁斯-德特内里费省的一个市镇，位于特内里费岛的西部。总面积143.43平方公里，总人口20991人（2018年），人口密度150人/平方公里。

## 人口
| 吉亚-德伊索拉          |
|                        |
| 来源：加那利群岛统计局 |

## 图集

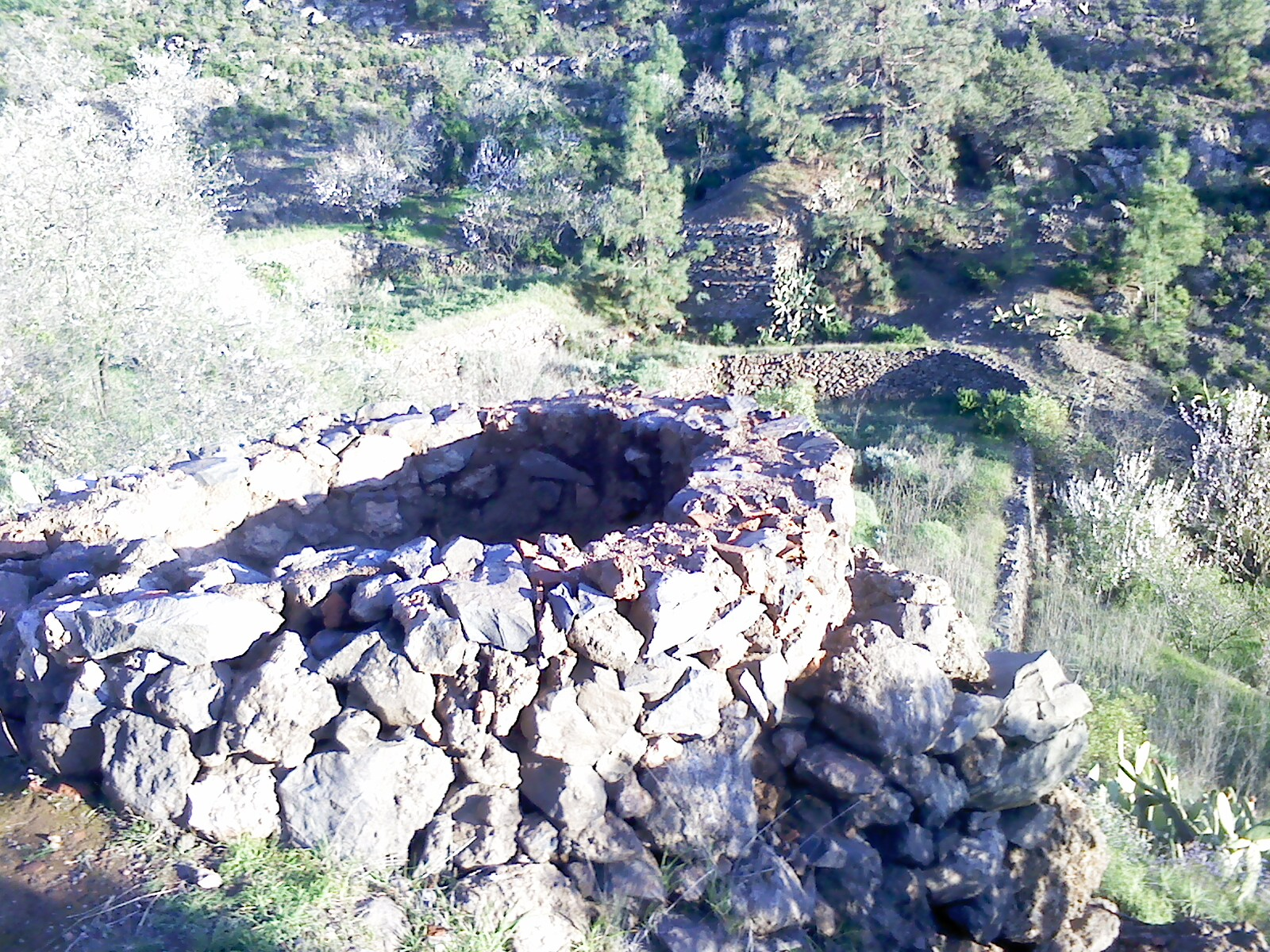
考古遗迹
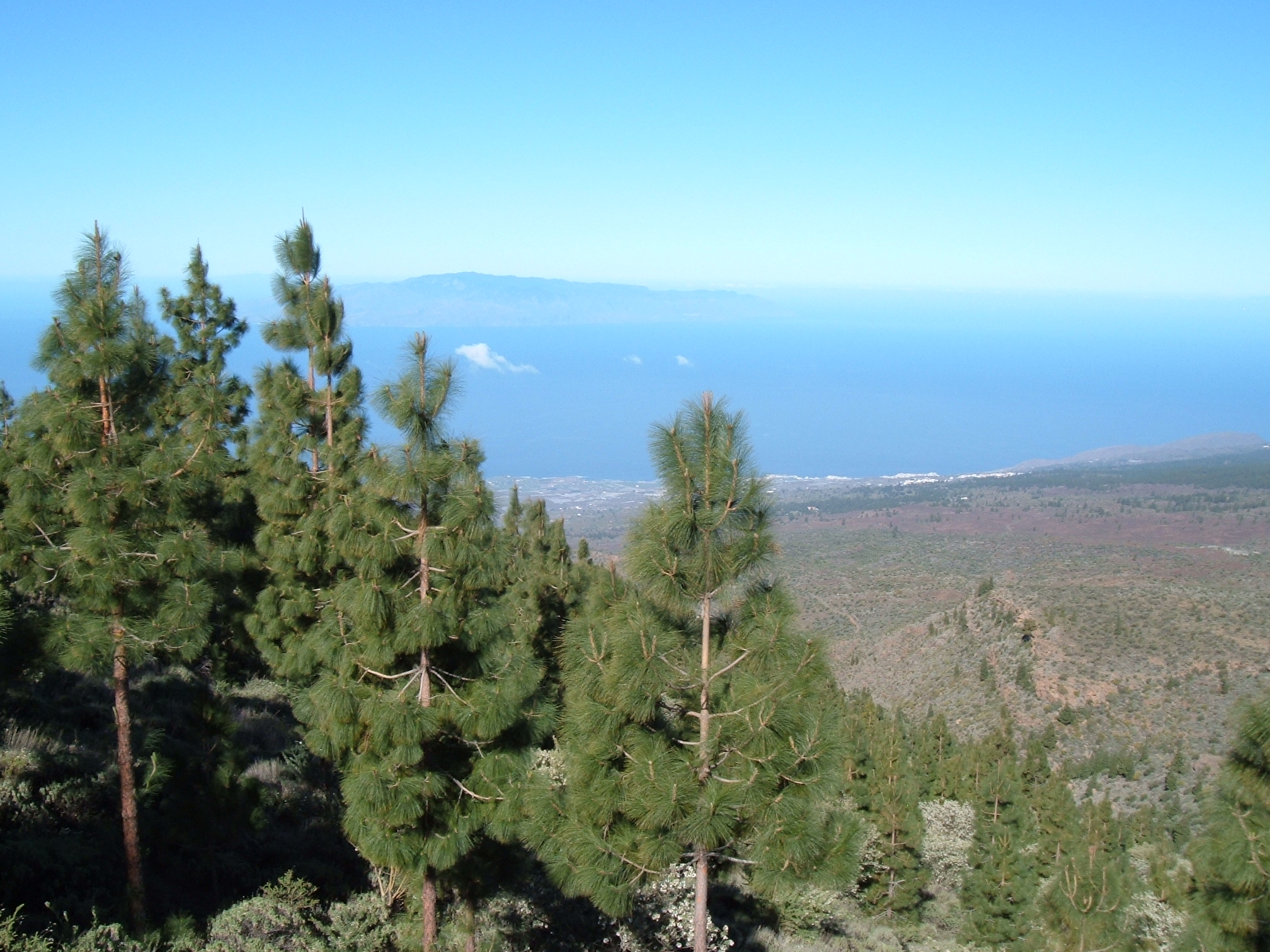
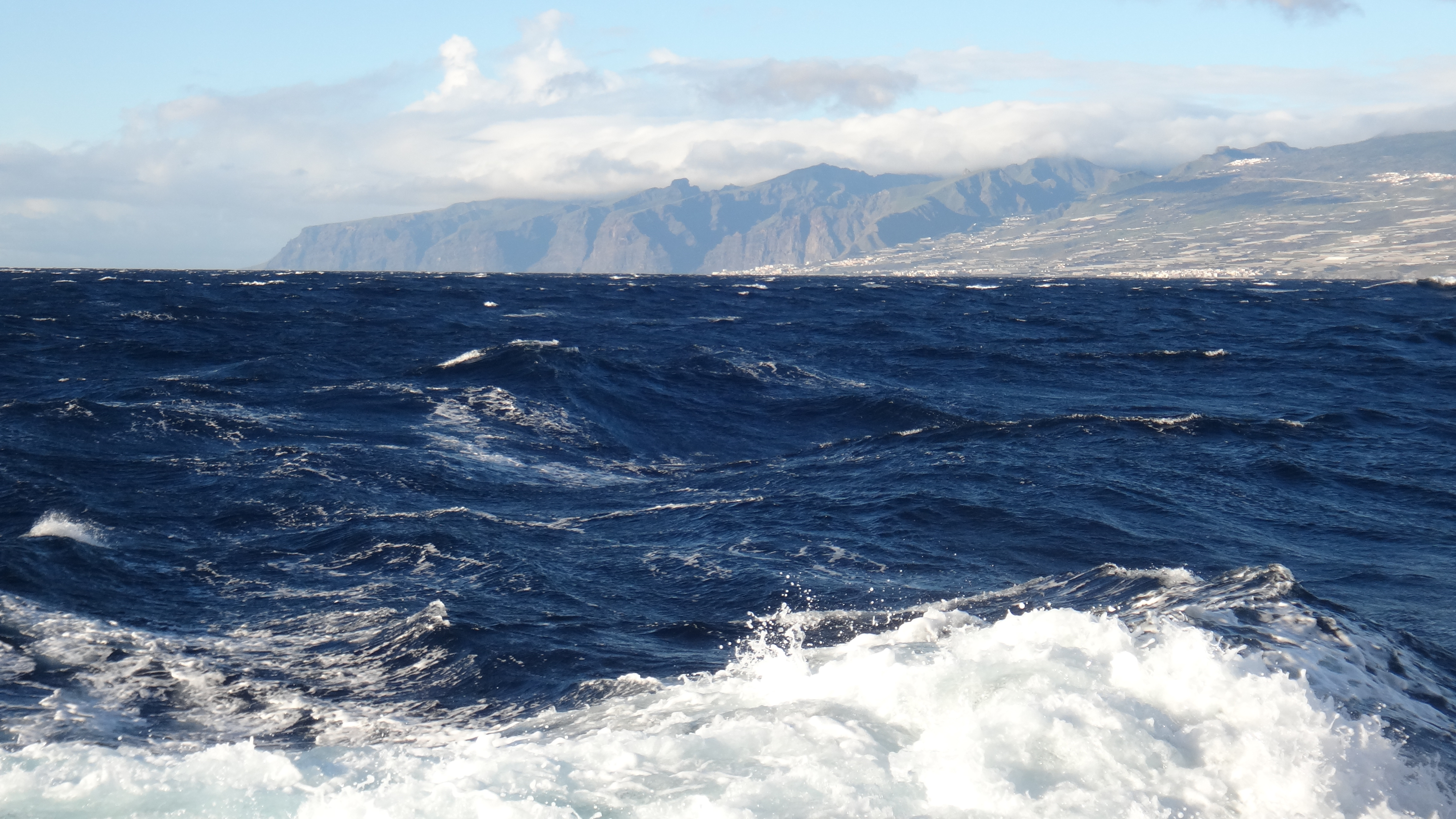
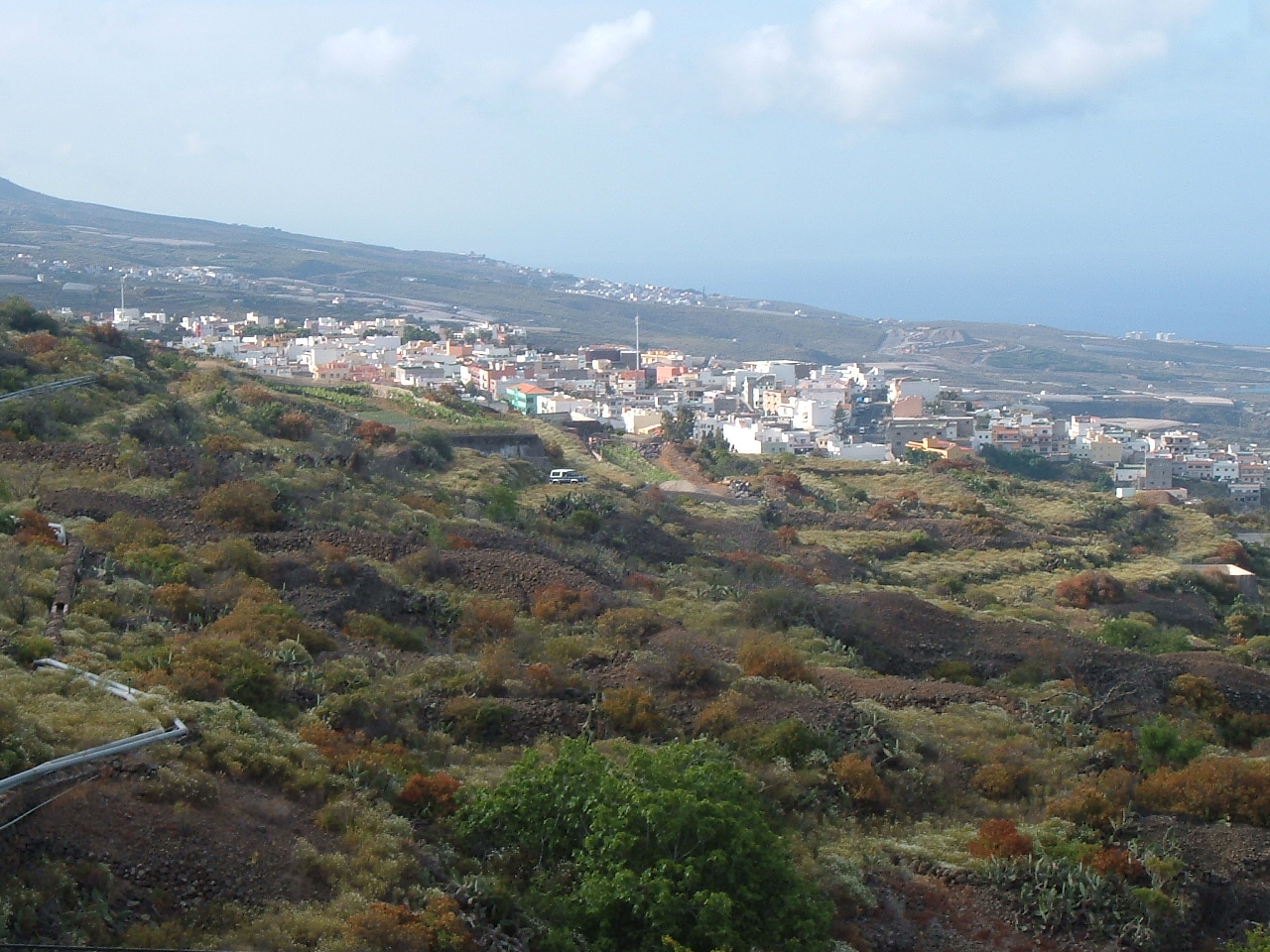